# Donecle
Donecle és un fabricant de vehicle aeri no tripulat (VANT) autònom d'inspecció de vehicles aeris. Fundat el 2015 i situat al sud de Tolosa, la companyia ofereix VANT o eixams de VANT per inspeccionar visualment els avions amb càmeres d'alta resolució. L'empresa treballa amb companyies aèries com Air France-KLM i és un dels actores en el camp de l'automatització del manteniment aeronàutic.
Tot i que les regulacions i el clima dificulten l'ús de UAV a l'espai aeri proper als aeroports, Donecle va desenvolupar un producte que funciona tant en interiors com en exteriors, utilitzant un sistema de posicionament làser per als seus UAV. Durant el vol autònom, les càmeres muntades als UAV fotografien la superfície exterior de l'aeronau. Els algoritmes analitzen les imatges i proporcionen un informe de diagnòstic sobre la superfície de l'aeronau. Un operador humà tria un pla de vol per a la inspecció requerida i un inspector qualificat valida els informes.